# NGC 5490
NGC 5490 (другие обозначения — NGC 5490A, UGC 9058, MCG 3-36-65, ZWG 103.95, PGC 50558) — эллиптическая галактика (E) в созвездии Волопас.
Этот объект занесён в новый общий каталог несколько раз, с обозначениями NGC 5490, NGC 5490A.
Этот объект входит в число перечисленных в оригинальной редакции «Нового общего каталога».
В галактике вспыхнула сверхновая SN 2003aq типа II, её пиковая видимая звездная величина составила 18,5.
В галактике вспыхнула сверхновая SN 1997cn типа Iа. Её пиковая видимая звёздная величина составила 15,8.